# Lakatos Menyhért
Lakatos Menyhért (Vésztő, 1926. április 11. – Budapest, 2007. augusztus 21.) cigány származású József Attila-díjas (1976, 1993) magyar író.

## Életpályája
Szülei Lakatos Gusztáv és Lévai Irén voltak. 1954-ben végzett a nagykőrösi népi kollégiumban, mérnökként. 1954–55-ben a szeghalmi járási tanács igazgatási osztályvezetője volt. 1955–1962 között üzemmérnökként helyezkedett el Szarvason és Nagykőrösön. A cigány téglagyár igazgatója volt 1964–1969 között. 1969–1975 között a Magyar Tudományos Akadémia szociológiai kutatócsoportjának ciganológiai munkatársaként tevékenykedett. Első írásait 1970-ben jelentette meg. 1973-tól szabadfoglalkozású író volt. 1986-ban megalapította a Cigány Kulturális Szövetséget. 1988-tól a Magyarországi Cigányok Kulturális Szövetségének elnöke volt. 1992-től a Magyarországi Játékszíni Társaság elnökségi tagja volt. 1994-ben a Független Kisgazdapárt országgyűlési képviselőjelöltjeként indult a választásokon.
2007. augusztus 21-én hunyt el Budapesten.

## Művei
- Füstös képek; Magvető, Bp., 1975

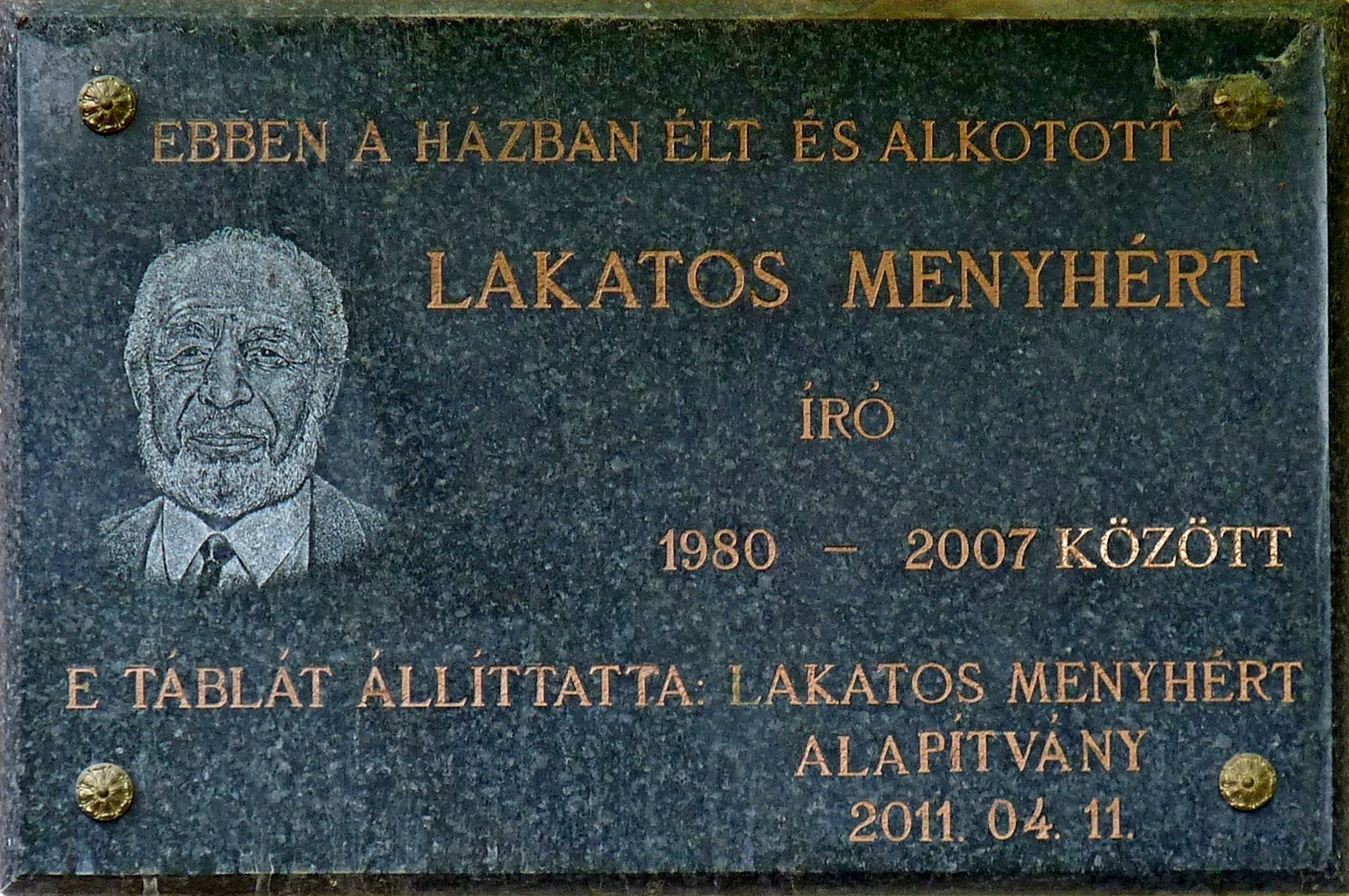
Lakatos Menyhért emléktáblája Budapest III. kerületében

- Angárka és Busladarfi; Móra, Bp.,1978
- A hét szakállas farkas; Móra, Bp., 1979
- A hosszú éjszakák meséi / A paramisák ivadékai; Szépirodalmi, Bp., 1979
- Az öreg fazék titka; Móra, Bp., 1981
- Csandra szekere; Szépirodalmi, Bp., 1981
- Akik élni akartak; Magvető, Bp., 1982
- Hosszú éjszakák meséi / Az öreg fazék titka / Angárka / Busladarfi / A hét szakállas farkas / A piramisák ivadékai; Széphalom Könyvműhely, Bp., 1995
- A titok. Elbeszélések és mesék; Széphalom Könyvműhely, Bp., 1998
- Tenyérből mondtál jövendőt. Versek; Széphalom Könyvműhely, Bp., 1999

## Filmek
- Azonos című írása alapján, valamint más, önéletrajzi ihletésű művei felhasználásával készült Vitézy László Csandra szekere című, 2016-ban bemutatott tévéfilmje.

## Díjai
- József Attila-díj (1976, 1993)
- Füst Milán-díj (1976)

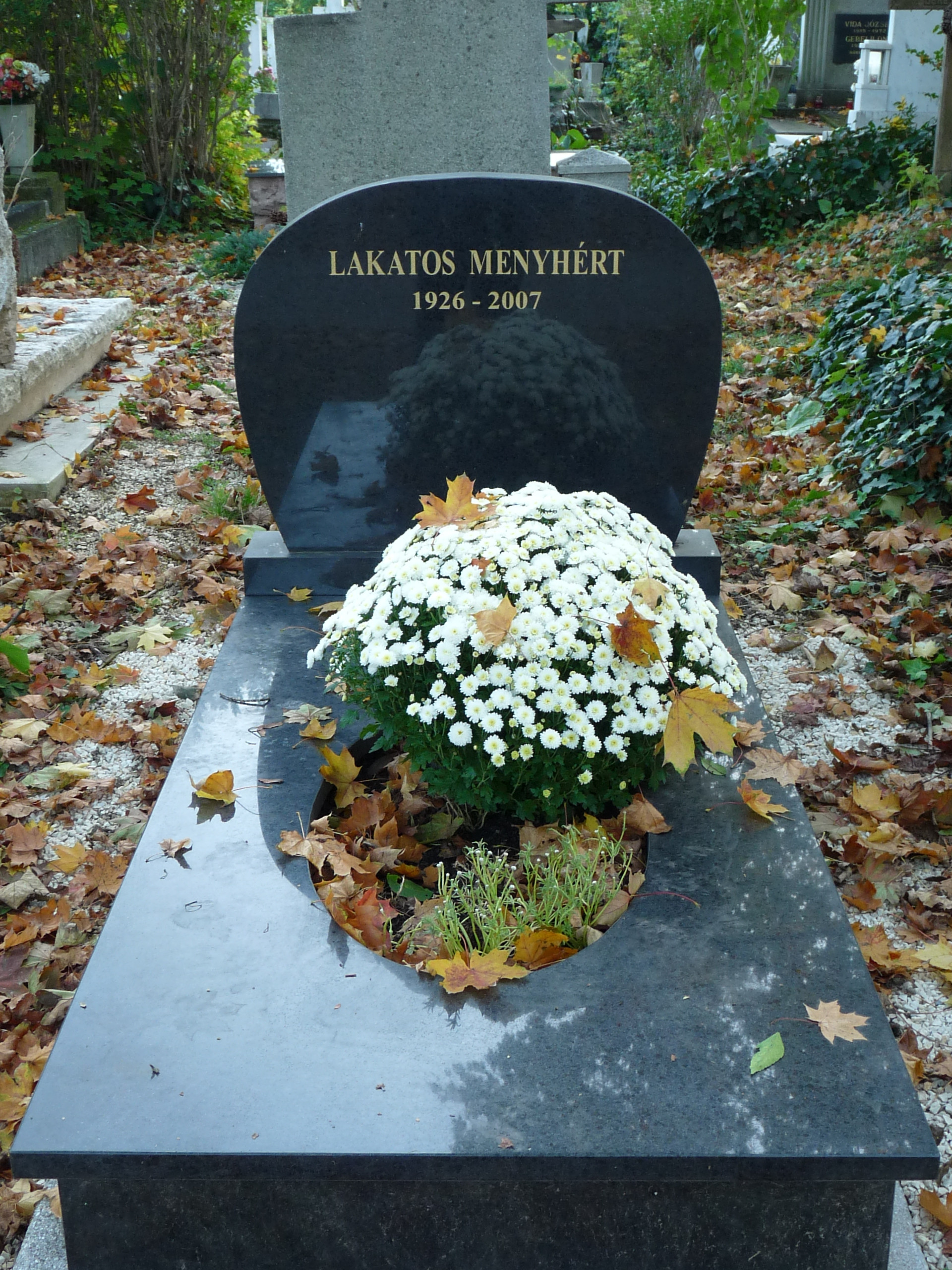
Lakatos Menyhért sírja az Óbudai temetőben

- A Munka Érdemrend arany fokozata (1986)
- Az Év Könyve jutalom (1995)
- A Magyar Írószövetség pályázatának különdíja (1995)
- Magyar Köztársaság Babérkoszorúja díj (1999)
- Az Országos Cigány Önkormányzat életműdíja (2000)

## Emlékezete
- Nevét őrzi Budapest VIII. kerületében a Lakatos Menyhért Általános Iskola és Gimnázium.